# Vejdirektoratet

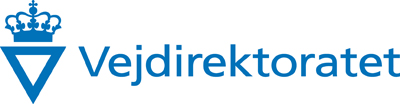
Logo

Het Vejdirektoratet (Nederlands: Wegdirectoraat) is een overheidsorgaan in Denemarken, dat de nationale wegen aanlegt en onderhoudt. De instantie houdt zich vooral bezig met de aanleg van autosnelwegen. Het Vejdirektoratet is vergelijkbaar met Rijkswaterstaat in Nederland.
Het valt onder het Deense Ministerie van Transport. Het hoofdkantoor is gevestigd in de hoofdstad Kopenhagen. Daarnaast zijn er wegencentra (vejcenter) in de volgende steden:
- Fløng: Vejcenter Hovedstaden
- Næstved: Vejcenter Sjælland
- Middelfart: Vejcenter Syddanmark
- Skanderborg: Vejcenter Østjylland
- Herning: Vejcenter Midt og Vestjylland
- Aalborg: Vejcenter Nordjylland

## Sønderborgmotorvej
Een autosnelweg die niet door het Vejdirektoratet wordt aangelegd is de Sønderborgmotorvej tussen Kliplev en Sønderborg. Deze weg wordt aangelegd door private partijen.